# 황덕순 (1889년)
황덕순(黃德純, 1889년 7월 ~ ?)은 일제강점기의 관료이다.

## 생애
1901년 6월 한성관립고등보통학교를 졸업했으며, 1905년 4월 한성외국어학교 일어학과를 졸업했다. 1908년 전라남도 곡성재무서 주사(1908년 1월)와 광주재무서 주사(1908년 2월)로 재직했고, 1909년 3월 전라남도 담양재무서장으로 재직했다. 1910년 10월 1일 전라남도 담양군 서기로 임명된 뒤부터 대정군 서기(1912년 8월), 함평군 서기(1914년 3월), 광주군 서기(1917년 5월)를 차례로 역임했다.
1912년 8월 1일 일본 정부로부터 한국병합기념장, 1915년 11월 10일 다이쇼대례기념장을 받았으며 1920년 8월 7일 전라남도 곡성군수, 1922년 5월 12일 충청남도 천안군수로 각각 임명되었다. 1923년 3월 30일 충청남도 도이사관으로 임명된 뒤부터 내무부 권업과장과 산업과장, 임야심사위원회 위원을 역임했고 1927년부터 1935년까지 경상남도 창녕군수(1927년 2월 24일 임명), 울산군수(1928년 12월 20일 임명), 김해군수(1930년 7월 30일 ~ 1935년 4월 17일)를 차례로 역임했다.
1926년 충청남도청 이사관 재직 시 1926년 2월 18일 이완용후작 장례식 장의역원을 정할 때, 영결식장 응접위원, 계장의 한 사람으로 진행에 참여했다.
1927년 6월 30일 일본 정부로부터 훈6등 서보장, 1928년 11월 16일 쇼와대례기념장, 1932년 6월 14일 훈5등 서보장을 받았으며, 고등관 4등과 정6위에 서위되었다. 경상남도 김해군수로 재직 중이던 1933년 《조선지방행정》에 조선총독의 훈시를 철저히 체득할 것을 다짐하는 글을 발표했고, 같은 해 9월 18일에 조직된 김해국방의회 고문을 역임했다.
민족문제연구소의 친일인명사전 수록자 명단의 관료 부문, 친일반민족행위진상규명위원회가 발표한 친일반민족행위 705인 명단에 포함되었다.

## 참고자료
- 친일반민족행위진상규명위원회 (2009). 〈황덕순〉. 《친일반민족행위진상규명 보고서 Ⅳ-19》. 서울. 897~903쪽.

1. ↑  "聖恩鴻大 故李侯爵邸에 御沙汰書御下賜", 매일신보 1926년 2월18일자 1면 6단